# Бенту-Гонсалвіс
Бенту-Гонсалвіс (порт. Bento Gonçalves) — муніципалітет в Бразилії, входить до складу штату Ріу-Гранді-ду-Сул. Є складовою частиною мезорегіону Північний схід штату Ріу-Гранді-ду-Сул. Входить до економічно-статистичного мікрорегіону Кашиас-ду-Сул. Населення становить 100 643 чоловік (станом на 2007 рік). Займає площу 382,5 км².

## Історія
Місто засновано 11 жовтня 1890 року. Названо на честь генерала Бенту Гонсалвіса. 1907 року тут народився Ернесту Гейзел, президент Бразилії у 1974—1979 роках.
| Бразилія | Це незавершена стаття з географії Бразилії. Ви можете допомогти проєкту, виправивши або дописавши її. |

1. 1 2 3 4 5 6 7  OpenStreetMap — 2004.